# Dinastia I d'Egipte
La dinastia I de l'antic Egipte fou la primera de les dinasties que van regir el país i comença amb Narmer, aproximadament el 3100 aC i acaba el 2890 aC. Està inclosa dins l'anomenat període tinita,amb seu a Memfis.
Les dades que se'n coneixen són molt escasses. La cultura durant la primera dinastia no presenta grans variacions amb la de Naqada III; s'incrementa l'urbanisme i es fan més fortes les institucions religioses, administratives i socials; millora l'escriptura i el serekh substitueix definitivament la roseta com a símbol reial. Apareixen els cosmètics, els ganivets de vori, pintes i caps de maça; són freqüents els gots de pedra; es fabrica mobiliari. Les joies són d'or, turqueses i lapislàtzuli. En algunes tombes s'han trobat restes de sacrificis humans
Els límits d'Egipte acabaven a la primera cascada del Nil.

## Llista de faraons de la dinastia I
- Menes
- Narmer
- Aha
- Djer
- Djet
- Merneith (reina) (regenta de Den?)
- Den
- Anedjib
- Semerkhet
- Qa'a ? -2890
- Ocell (rei) c. 2890
- Sneferka c. 2890

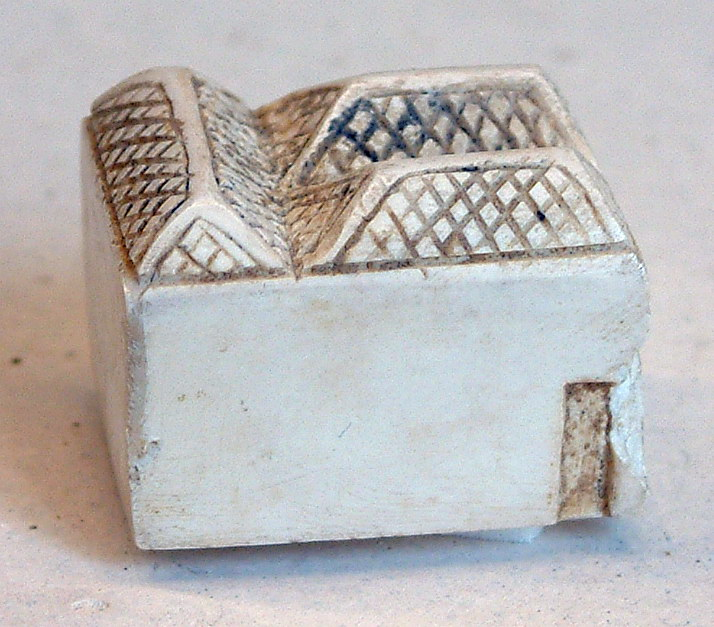
Caseta de vori trobada en una tomba d'Abu Roash (a prop del Caire) de l'època del faraó Den (període tinita). Museu del Louvre
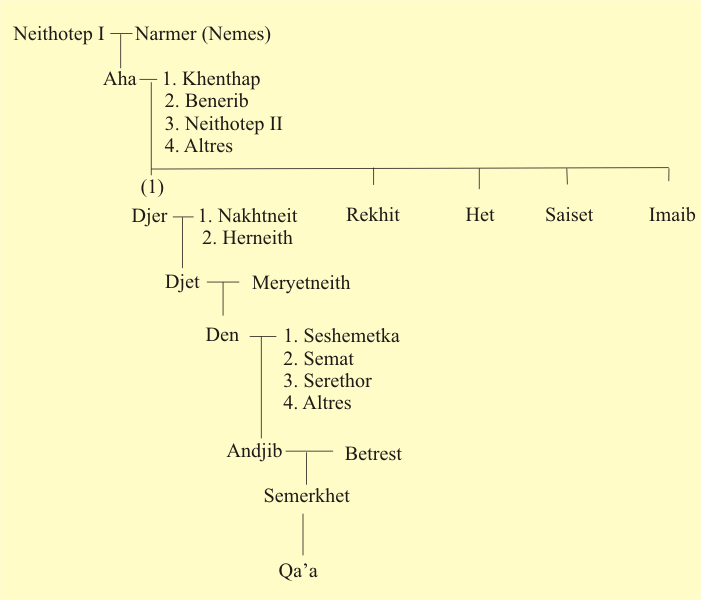
Genealogia